# Mulve
Mulve era un'applicazione gratuita per Windows, che permetteva di cercare e scaricare musica. Il programma, messo a disposizione dal sito web mulve.com nel maggio 2010, dopo un periodo di enorme popolarità e un conseguente aumento del traffico, ha attirato l'attenzione della RIAA, l'associazione americana dei discografici, che ne ha dichiarato l'illegalità per la violazione del diritto d'autore.
Una delle caratteristiche principali di Mulve era il ridotto spazio di memoria occupato dall'applicazione, appena 2 megabyte. Altra caratteristica che lo contraddistingueva da altri programmi di file sharing era l'utilizzo di server accessibili su Internet senza sfruttamento della tecnologia peer-to-peer.
Il programma di ricerca, secondo i creatori del sito oggi chiuso, dava accesso ad oltre 10.000.000 di brani.